# Phaea lateralis
Phaea lateralis är en skalbaggsart som beskrevs av Bates 1881. Phaea lateralis ingår i släktet Phaea och familjen långhorningar.
Artens utbredningsområde är:
- Costa Rica.
- Guatemala.

Inga underarter finns listade i Catalogue of Life.